# 船堀斉晃
船堀 斉晃（ふなぼり なりあき、1969年〈昭和44年〉11月22日 - ）は、日本の漫画家。男性。埼玉県出身・在住。主に成人向け漫画を描く。
1992年、『ミスターマガジン ハッピー増刊』の『彼はほんじゃまか』で商業誌デビュー。

## 作品リスト

### 一般向け
- 『リップス』 講談社『別冊ヤングマガジン』連載、〈ヤングマガジンKC〉、全4巻
  1. 2002年4月30日発売[4]、ISBN 4-06-361041-1
  2. 2003年12月5日発売[5]、ISBN 4-06-361175-2
  3. 2005年6月6日発売[6]、ISBN 4-06-361341-0
  4. 2006年5月2日発売[7]、ISBN 4-06-361447-6
- 『媛神様のおしごと』 講談社『別冊ヤングマガジン』連載、〈ヤングマガジンKC〉、全3巻
  1. 2007年8月6日発売[8]、ISBN 978-4-06-361584-5
  2. 2008年5月2日発売[9]、ISBN 978-4-06-361670-5
  3. 2009年6月5日発売[10]、ISBN 978-4-06-361792-4

### 成人向け
1. 『学艶七不思議』 1995年7月発売、コアマガジン〈ホットミルクコミックス〉、ISBN 4-87734-013-0
2. 『ブルー・サーガ 紅い夜の女神たち』 1996年7月発売、コアマガジン〈ホットミルクコミックス〉、ISBN 4-87734-069-6
3. 『刹那 少女達の一瞬』 1997年8月発売、コアマガジン〈ホットミルクコミックス〉、ISBN 4-87734-136-6
4. 『アンダー・ワールド POEBACKS』 1999年3月発売、ふゅ〜じょんぷろだくと、ISBN 4-89393-231-4
5. 『淫縛学艶』 2000年1月20日発売[11]、コアマガジン〈ホットミルクコミックス111〉、ISBN 4-87734-332-6
6. 『隷嬢百貨店』 2000年9月発売、コアマガジン〈ホットミルクコミックス〉、ISBN 4-87734-389-X
7. 『淫縛病疼』 2007年11月10日発売[11]、コアマガジン〈ホットミルクコミックス252〉、ISBN 978-4-86252-279-5
8. 『よういく【孕鬻】』 2012年9月29日発売[11]、コアマガジン〈メガストアコミックス354〉、ISBN 978-4-86436-337-2
9. 『秘密にしてね♡』 2013年11月9日発売[11]、コアマガジン〈ホットミルクコミックス398〉、ISBN 978-4-86436-566-6
10. 『歪み拗らせ愛』 2015年7月10日発売[11]、コアマガジン〈メガストアコミック453〉、ISBN 978-4-86436-805-6
11. 『あねと…』 2015年11月30日発売[11]、コアマガジン〈ホットミルクコミック424〉、ISBN 978-4-86436-854-4
12. 『調教相談室』 2017年8月31日発売[11]、コアマガジン〈ホットミルクコミックス437〉、ISBN 978-4-86653-082-6
13. 『調教相談室 ～完堕ち～』 2018年8月31日発売[11]、コアマガジン〈ホットミルクコミックス448〉、ISBN 978-4-86653-223-3
14. 『彼女の下着を盗んだら…』 2019年8月30日発売[11]、コアマガジン〈メガストアコミックス595〉、ISBN 978-4-86653-347-6
15. 『アイドル調教～ましろ～』 2020年8月28日発売[11]、コアマガジン〈メガストアコミックス626〉、ISBN 978-4-86653-444-2
16. 『人妻再調教日誌』 2022年5月31日発売、コアマガジン〈メガストアコミックス689〉、ISBN 978-4-86653-616-3
17. 『女スパイ・調教アクメ』 2023年5月31日発売、コアマガジン〈メガストアコミックス728〉、ISBN 978-4-86653-718-4

### 原画
- 『淫縛学艶 〜放課後に咲く恥辱の花〜』 （2006年9月29日発売[12]、メガロマンス）
- 『放課後の保健医 〜姉・汁辱〜』 （2007年4月13日発売、Guilty+）
- 『甘い生活 〜最高の義母と最高の義姉妹〜』 （2009年8月28日発売、アンダームーン）
- 『つるつるナース 〜恥ずかしい……こんなの誰にも見せられない……〜』 （2013年5月24日発売[13]、マリン・一部のみ）
- 『ドSなお姉さんは好きですか?』 （2013年9月27日発売[14]、ピンヒール from lune）

### その他
- 『放課後マニア倶楽部-濃いの欲しいの-』 1998年11月発売、文：翠川登志 / 原作：LIBIDO、コアマガジン〈メガストアノベル〉、ISBN 4-87734-219-2 ※挿絵
  - 『放課後マニア倶楽部-濃いの欲しいの- 完全版』 2003年5月発売、文：翠川登志、コアマガジン〈G－type novels〉、ISBN 4-87734-636-8 ※挿絵
- 『淫色唇香』 2006年9月29日発売[11]、コアマガジン〈ホットミルクコミックススペシャル011〉、ISBN 4-86252-051-0 ※原画集